# Astragalus gymnopodus
Astragalus gymnopodus är en ärtväxtart som beskrevs av Pierre Edmond Boissier. Astragalus gymnopodus ingår i släktet vedlar, och familjen ärtväxter. Inga underarter finns listade i Catalogue of Life.